# Long Island Nets
O Long Island Nets é um time americano de basquete profissional da G-League e um afiliado do Brooklyn Nets da National Basketball Association (NBA).
Com sede no Condado de Nassau, a equipe joga seus jogos em casa no Nassau Veterans Memorial Coliseum em Uniondale, Nova York. Os Nets se tornaram o décimo segundo time da G-League a ser de propriedade de um time da NBA em 2015.

## História
Em junho de 2015, o Brooklyn Nets anunciou suas intenções de colocar uma equipe afiliada na D-League. Em 5 de novembro de 2015, a equipe anunciou que eles chegaram a um acordo para sua nova equipe da D-League, chamada Long Island Nets, para jogar em um renovado Nassau Veterans Memorial Coliseum, que foi a casa dos Nets durante seus anos na ABA. No entanto, devido a reformas, a nova equipe jogou na casa de sua equipe principal, o Barclays Center, em sua primeira temporada.
Em 24 de março de 2016, os Nets contrataram Alton Byrd como vice-presidente de operações comerciais. Em 15 de abril de 2016, Ronald Nored foi contratado como treinador principal da equipe e em 23 de agosto de 2016, Ryan Gomes e Pat Rafferty foram anunciados como treinadores assistentes. Em 12 de novembro de 2016, os Nets venceram seu primeiro jogo oficial depois de derrotar o Canton Charge por 120-118.

## Temporadas
| Temporadas                   | Divisão                      | Temporada regular | Temporada regular | Temporada regular | Temporada regular | Pós-Temporada |
| Temporadas                   | Divisão                      | V                 | D                 | %                 | Classificação     | Pós-Temporada |
| ---------------------------- | ---------------------------- | ----------------- | ----------------- | ----------------- | ----------------- | --- |
| 2016–17                      | Atlântico                    | 17                | 33                | .340              | 5º                | |
| 2017–18                      | Atlântico                    | 27                | 23                | .540              | 3º                | |
| 2018–19                      | Atlântico                    | 34                | 16                | .680              | 1º                | Venceu a Semifinal da Conf. contra o Raptors por 112–99 Venceu a Final da Conf. contra o Lakeland por 108–106 Perdeu as Finais da Liga contra o Rio Grande Valley por 1–2 |
| 2019–20                      | Atlântico                    | 19                | 23                | .452              | 4º                | Temporada cancelado devido a Covid-19 |
| 2020–21                      | —                            | 7                 | 8                 | .467              | 10º               | |
| Recorde na temporada regular | Recorde na temporada regular | 104               | 103               | .495              |                   | |
| Recorde nos playoffs         | Recorde nos playoffs         | 3                 | 2                 | .600              |                   | |

## Treinadores
| # | Treinadores     | Temporadas    | Temporada regular | Temporada regular | Temporada regular | Temporada regular | Playoffs | Playoffs | Playoffs | Playoffs |
| # | Treinadores     | Temporadas    | J                 | V                 | D                 | %                 | J        | V        | D        | %        |
| - | --------------- | ------------- | ----------------- | ----------------- | ----------------- | ----------------- | -------- | -------- | -------- | -------- |
| 1 | Ronald Nored    | 2016–2018     | 100               | 44                | 56                | .440              | —        | —        | —        | —        |
| 2 | Will Weaver     | 2018–2019     | 50                | 34                | 16                | .680              | 5        | 3        | 2        | .600     |
| 3 | Shaun Fein      | 2019–2020     | 42                | 19                | 23                | .452              | —        | —        | —        | —        |
| 4 | Bret Brielmaier | 2020–2021     | 15                | 7                 | 8                 | .467              | —        | —        | —        | —        |
| 5 | Adam Caporn     | 2021–Presente | —                 | —                 | —                 | —                 | —        | —        | —        | —        |